# Oxychilus draparnaudi
Grand luisant, Hélice lucide, Zonite de Draparnaud
Espèce
Oxychilus draparnaudi, le Grand luisant, l’Hélice lucide, le Zonite de Draparnaud, est une espèce de mollusques gastéropodes terrestres de la famille des Oxychilidae,.

## Description
Oxychilus draparnaudi présente une coquille d'environ 14 mm de dimension maximale. Celle-ci est brillante et est d'un brun jaunâtre translucide et de couleur or, un peu plus blanche en dessous. Sa coquille, transparente lorsque l'animal est vivant, devient opaque après sa mort. 
Les parties molles visibles de l'animal sont d'un bleu foncé intense assez inhabituel, mélangé avec du gris.

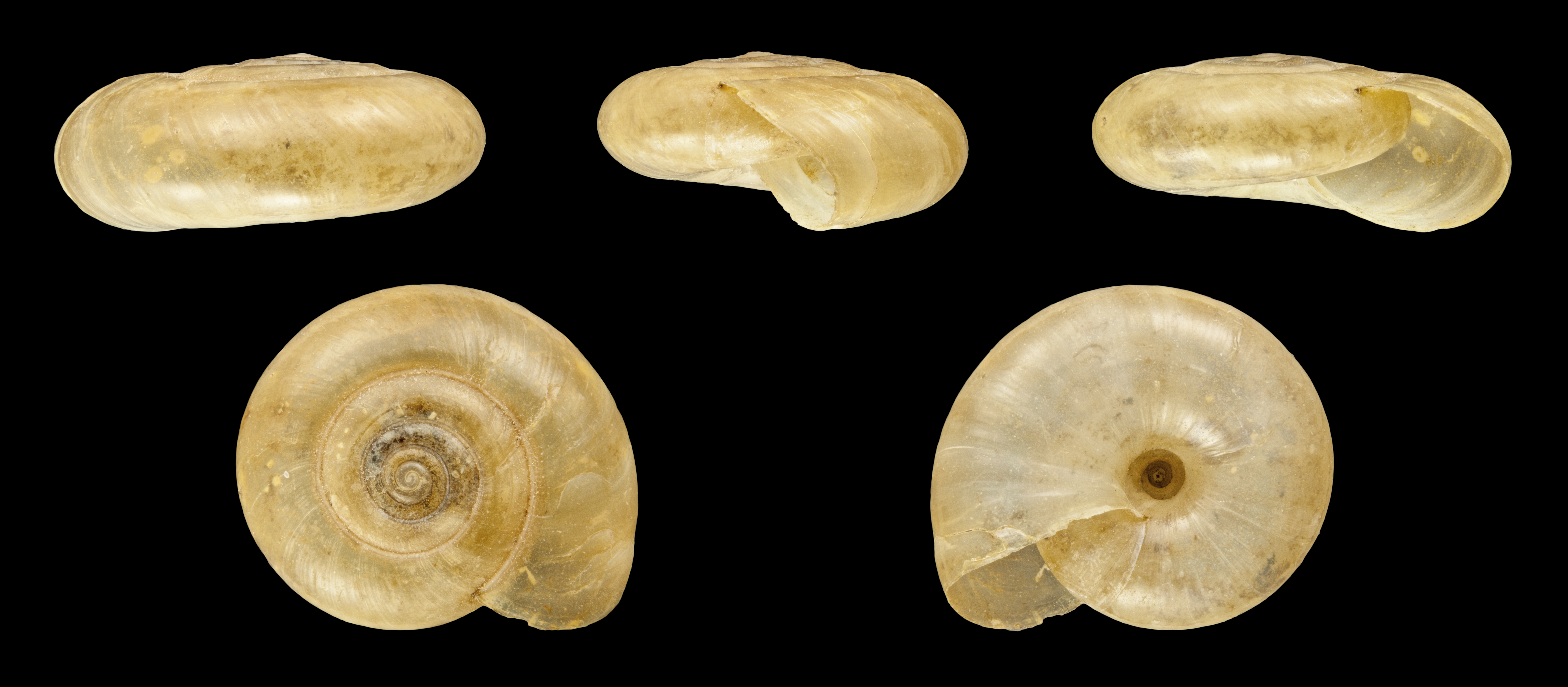
Coquilles de spécimens adultes (Ø 1,3 cm).
Coquilles de juvéniles (Ø 4 mm)

## Distribution
Ce taxon se rencontre en Allemagne, en Andorre, en Autriche, en Belgique, en Croatie, au Danemark, en Espagne, en France, à Gibraltar, en Hongrie, en Irlande, en Italie, en Lettonie, au Liechtenstein, au Luxembourg, à Malte, à Monaco, aux Pays-Bas, en Pologne, au Portugal, au Royaume-Uni, à Saint-Marin, en Slovaquie, en Slovénie, en Suisse, en Suède et en Tchéquie.

## Systématique
Le nom valide complet (avec auteur) de ce taxon est Oxychilus draparnaudi (H.Beck, 1837).
L'espèce a été initialement classée dans le genre Helix sous le protonyme Helix draparnaudi H.Beck, 1837.
Ce taxon porte en français les noms vernaculaires ou normalisés suivants : Hélice lucide, Zonite de Draparnaud.
Oxychilus draparnaudi a pour synonymes :
- Flammulina alpina Suter, 1904
- Helix draparnaldi H.Beck, 1837
- Helix draparnaldi H.Beck, 1837
- Helix draparnaudi H.Beck, 1837
- Helix lucida Draparnaud, 1801
- Helix nitida Draparnaud, 1805
- Hyalina canariae Mousson, 1872
- Hyalina draparnaldi subsp. austriaca A.J.Wagner, 1907
- Hyalina draparnaldi (H.Beck, 1837)
- Hyalina porroi Paulucci, 1882
- Hyalina themera J.Mabille, 1882
- Hyalinia achyophila Locard, 1899
- Hyalinia algarvensis Locard, 1899
- Hyalinia barbozana da Silva e Castro, 1894
- Hyalinia calabrica Paulucci, 1879
- Hyalinia chelia Locard, 1899
- Hyalinia foderana Bourguignat, 1880
- Hyalinia gyrocurtopsis Locard, 1894
- Hyalinia hiulciformis Locard, 1899
- Hyalinia lucida (Draparnaud, 1801)
- Hyalinia magonensis Locard, 1894
- Hyalinia mauriceti Locard, 1894
- Hyalinia molleriana Locard, 1899
- Hyalinia porroi Paulucci, 1882
- Hyalinia stramicensis Locard, 1894
- Oxychilus aetneus Sacchi, 1957
- Oxychilus draparnaldi (Beck)
- Oxychilus draparnaudi (H.Beck, 1837)
- Oxychilus draparnauldi (Beck, 1837)
- Oxychilus gorgonianus Giusti, 1968
- Oxychilus igilicus Giusti, 1968
- Oxychilus lucidus (Draparnaud)
- Oxychilus porroi (Paulucci, 1882)
- Oxychilus subglaba (Bourguignat, 1860)
- Polita lucida (Draparnaud, 1801)
- Vitrea draparnaudi (H.Beck, 1837)
- Vitrea lucida (Draparnaud, 1801)
- Zonites lucidus (Draparnaud, 1801)
- Zonites pictonicus Bourguignat, 1870
- Zonites septentrionalis Bourguignat, 1870
- Zonites staechadicus Bourguignat, 1877
- Zonites stoechadicus Fagot, 1877
- Zonites subglaba Bourguignat, 1860

## Étymologie
Il est très probable que l'épithète spécifique, draparnaudi, ait été donnée en l'honneur de Jacques Draparnaud (1772-1804), naturaliste et botaniste français, considéré comme le père de la malacologie continentale française.

## Publication originale
- (la) H. Beck (d), Index molluscorum praesentis aevi musei principis augustissimi Christiani Frederici, Copenhague, 1837, 124 p. (lire en ligne), p. 6.